# Middellandse Zeespelen 1979
De Middellandse Zeespelen 1979 vormden de achtste editie van de Middellandse Zeespelen. Ze werden gehouden van 15 tot en met 29 september 1979 in de Joegoslavische stad Split.
De Spelen van 1979 trokken 2408 atleten, een fractie minder dan in Algiers in 1975. Met 399 deelnemende vrouwelijke sporters werd wel een record gevestigd. Voor het eerst in de geschiedenis sloten niet Frankrijk of Italië, maar Joegoslavië de Spelen af als aanvoerder van het medailleklassement. Frankrijk eindigde op de tweede plaats, Italië moest tevreden zijn met de derde stek.

## Sporten
Op deze Spelen stonden er 25 sporten op het programma, zeven meer dan vier jaar eerder. In 195 onderdelen konden medailles worden behaald.
| Atletiek Basketbal Boksen Boogschieten Gewichtheffen Gymnastiek Handbal Hockey Judo | Kanovaren Paardensport Roeien Rugby Schermen Schietsport Schoonspringen Tafeltennis Tennis | Voetbal Volleybal Waterpolo Wielersport Worstelen Zeilen Zwemmen |

## Medaillespiegel
| Plaats | Land        | Goud | Zilver | Brons | Totaal |
| 1      | Joegoslavië | 56   | 38     | 33    | 127    |
| 2      | Frankrijk   | 55   | 40     | 34    | 129    |
| 3      | Italië      | 49   | 63     | 47    | 159    |
| 4      | Spanje      | 16   | 20     | 32    | 68     |
| 5      | Griekenland | 7    | 10     | 13    | 30     |
| 6      | Turkije     | 5    | 5      | 14    | 24     |
| 7      | Egypte      | 3    | 9      | 10    | 22     |
| 8      | Algerije    | 1    | 5      | 10    | 16     |
| 9      | Tunesië     | 1    | 2      | 9     | 12     |
| 10     | Libanon     | 1    | 1      | 0     | 2      |
| 11     | Syrië       | 1    | 0      | 0     | 1      |
| 12     | Marokko     | 0    | 2      | 3     | 5      |
| Totaal | Totaal      | 195  | 195    | 205   | 595    |

## Deelnemende landen
Aan de achtste Middellandse Zeespelen namen veertien landen deel, één minder dan vier jaar eerder. Libië trok zich terug. Malta en Monaco waren de enige landen die geen medailles wisten te vergaren.
- Algerije
- Egypte
- Frankrijk
- Griekenland
- Italië

- Joegoslavië
- Libanon
- Malta
- Marokko
- Monaco

- Spanje
- Syrië
- Tunesië
- Turkije